# Les Diablerets (miejscowość)
Les Diablerets – szwajcarska miejscowość w kantonie Vaud, w okręgu Aigle, w gminie Ormont-Dessus, w Alpach Berneńskich, u podnóży masywu o tej samej nazwie. Jest to ośrodek narciarski oraz jeden z punktów wypadowych w okoliczne Alpy Berneńskie.
Od 1969 r. odbywa się tu festiwal filmu alpejskiego, zainaugurował jako Journées du cinéma suisse de montagne, obecnie znany jest pod nazwą Festival International du Film Alpin des Diablerets (FIFAD).
Les Diablerets znajduje się na trasie wąskotorowej linii kolejowej Aigle–Sépey–Diablerets.

## Galeria

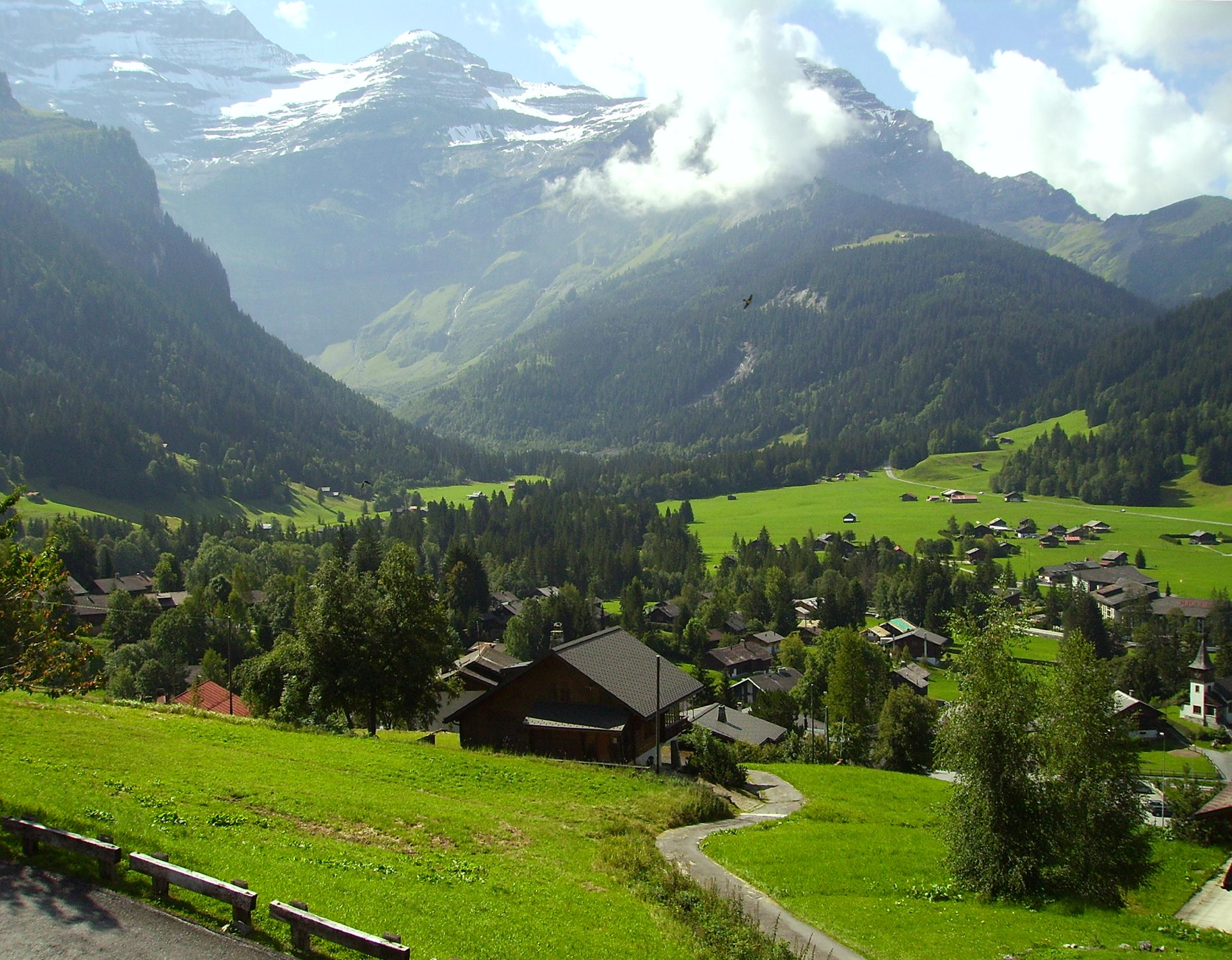
Les Diablerets
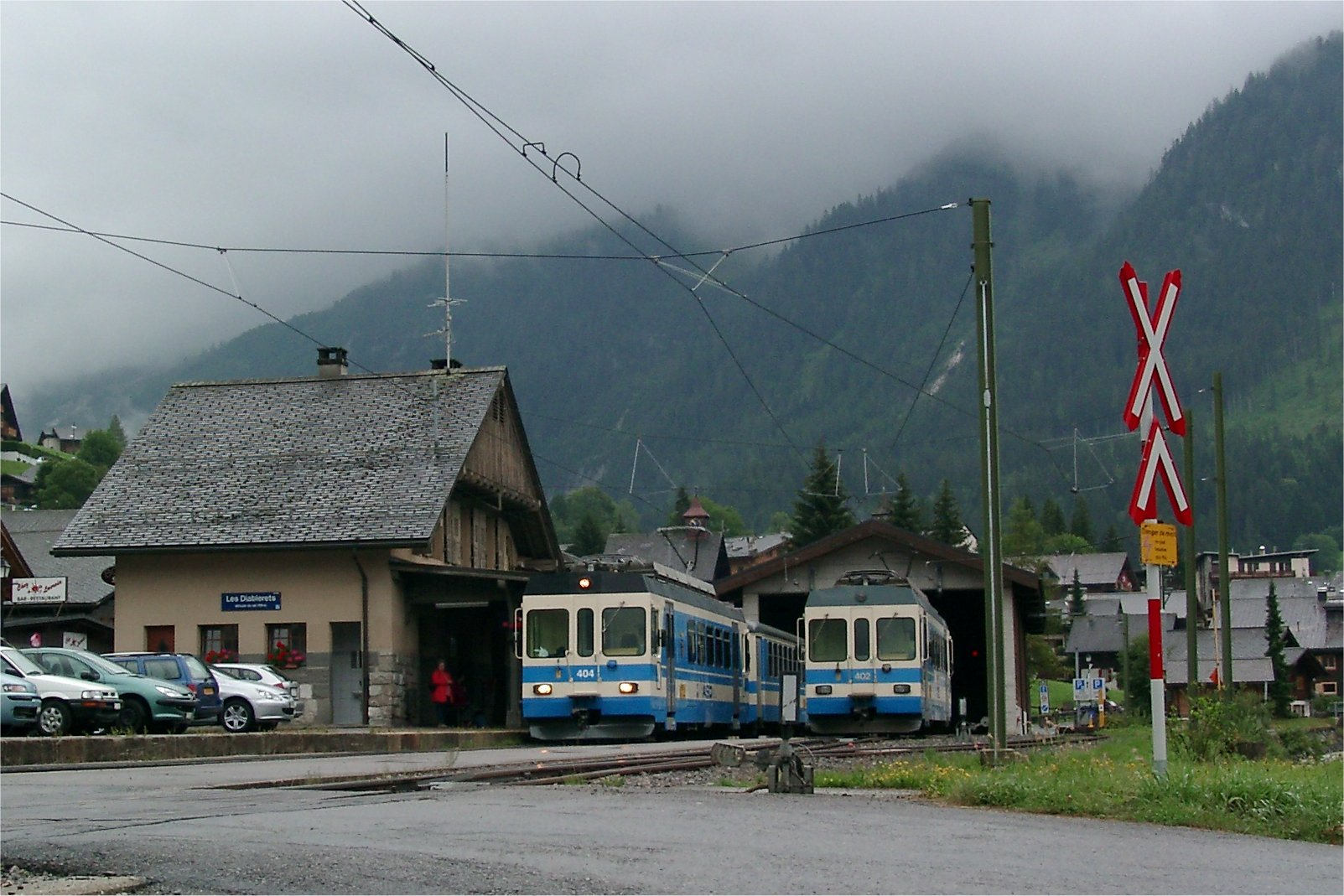
Les Diablerets
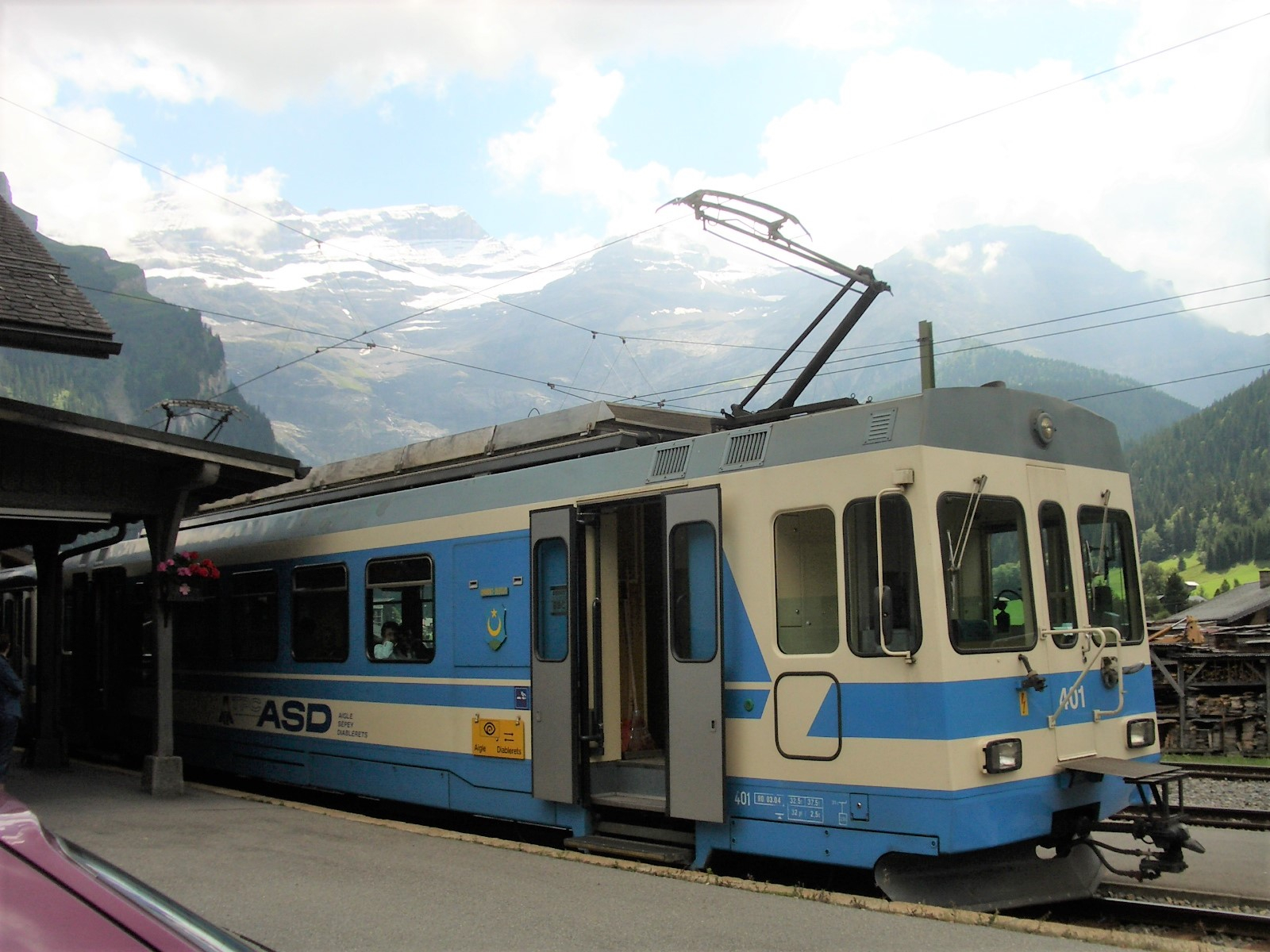
Les Diablerets